# 136 Dywizja Pancerna „Giovani Fascisti”
136 Dywizja Pancerna „Giovani Fascisti” – włoska dywizja z okresu II wojny światowej, pancerna jedynie z nazwy, bo na jej wyposażeniu nigdy nie posiadała czołgów. Później przemianowana na dywizję zmotoryzowaną. W dniach 23 października – 4 listopada 1942 brała udział w II bitwie pod El Alamein.

## Skład
- pułk ochotników Volontari GG.FF.,
- 3 batalion pancerny,
- 9 batalion piechoty,
- 8 batalion piechoty zmotoryzowanej Bersaglieri,
- 136 pułk artylerii,
- 15 batalion saperów